# British Phonographic Industry
 (novembre 2014).
Si vous disposez d'ouvrages ou d'articles de référence ou si vous connaissez des sites web de qualité traitant du thème abordé ici, merci de compléter l'article en donnant les références utiles à sa vérifiabilité et en les liant à la section « Notes et références ».
Pour les articles homonymes, voir BPI.
La British Phonographic Industry (anciennement British Phonographic Institute) ou BPI est une association interprofessionnelle de l'industrie britannique du disque. Elle intègre les quatre grandes Majors (Warner Music, EMI, Sony BMG, et Universal Music), comme les fabricants, les distributeurs, et aussi des centaines de maisons de disque indépendantes représentant des milliers de Labels indépendants. Elle représente les intérêts des maisons de disques depuis qu'elle a été formellement constituée en 1973 quand le but principal fut de combattre les violations des droits d'auteur.
La BPI a créé la remise annuelle de trophées Brit Awards pour l'industrie du disque britannique, ainsi que le prestigieux Mercury Prize pour l'album de l'année. En septembre 2008, la BPI devint l'un des membres fondateurs de UK Music, un regroupement représentant les intérêts de toutes les parties de l'industrie.